# Stelechocarpus burahol
Stelechocarpus burahol là loài thực vật có hoa thuộc họ Na. Loài này được (Blume) Hook. f. & Thomson miêu tả khoa học đầu tiên năm 1855.

## Hình ảnh

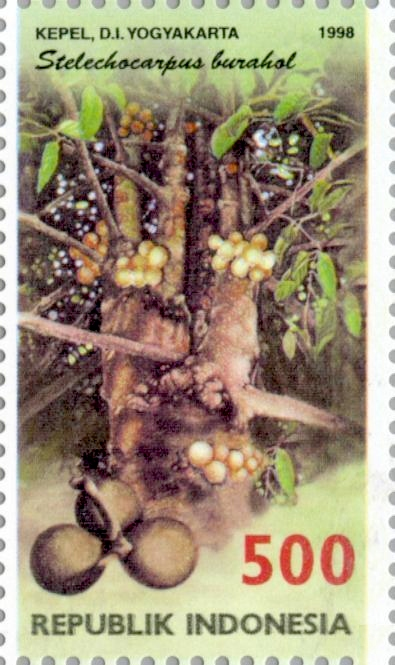